# José Salvador Alvarenga
Pour les articles homonymes, voir Alvarenga.
José Salvador Alvarenga (né en 1975 à San Francisco Menéndez, département d'Ahuachapán, au Salvador) est un pêcheur salvadorien connu pour avoir passé 13 mois à la dérive dans un bateau de pêche sur l'océan Pacifique. Il a été retrouvé le 30 janvier 2014 dans les îles Marshall après avoir dérivé sur une distance record de 12 500 kilomètres.
En raison de son aventure, il a été surnommé « le naufragé du Pacifique » par les médias,.

## Dérive dans l'Océan
Jose Salvador Alvarenga est né dans le département d'Ahuachapan au Salvador mais au moment des faits, il vivait depuis 15 ans au Mexique, où il travaillait comme pêcheur.
En décembre 2012, José Salvador Alvarenga quitte les côtes mexicaines avec un autre pêcheur, âgé de 24 ans, pour une expédition de pêche au requin. Cependant, des vents violents entraînent leur bateau de pêche de 7 mètres de long vers le large. Les moteurs arrivent à court de carburant, et le bateau (qui est en outre privé de radio) est emporté et commence à dériver,. Alvarenga dit avoir survécu durant tout ce temps en se nourrissant de viande d'oiseau crue, de poisson, de sang de tortue et en buvant son urine quand il ne pleuvait pas,. Cependant, ce régime alimentaire sera fatal à l'autre pêcheur, qui décède au bout de quatre mois.
En janvier 2014, le bateau finit par s'échouer sur l'atoll d'Ebon, dans les îles Marshall, où Alvarenga est secouru. Il est en haillons et souffre de déshydratation,.
Dans un premier temps, certaines personnes font part de leur scepticisme, à cause de la durée impressionnante de la dérive.
La véracité de l'histoire est finalement corroborée par les détails du récit du naufragé, les témoignages de ses proches ainsi que par une étude de l'université d'Hawai qui a retracé son parcours en analysant les vents et courants océaniques de la zone traversée. En avril 2014, un médecin travaillant pour un cabinet d'avocats américain a également confirmé à la suite d'un test au détecteur de mensonges que l'histoire d'Alvarenga était « 100 % véridique ».
Rapatrié au Salvador, Alvarenga souffre depuis d'une phobie de la mer.